# Geoffray Toyes
Geoffray Toyes (18 de maio de 1973) é um ex-futebolista profissional francês que atuava como defensor.

## Carreira
Geoffray Toyes representou a Seleção Francesa de Futebol nas Olimpíadas de 1996.